# アヴァンギャルド (アルバム)
『アヴァンギャルド』（The Avant-Garde）は、ジャズ・サクソフォーン奏者ジョン・コルトレーンとジャズ・トランペット奏者ドン・チェリーが、1960年に録音したアルバム。しかし発表されたのは1966年のことだった。

## 解説
テナー・サクソフォーン奏者のジョン・コルトレーンとトランペット奏者のドン・チェリーの共同名義の作品。ドン・チェリーはアヴァンギャルド・ジャズの旗手オーネット・コールマンと行動を共にしていた盟友。またサイドメンにも、チャーリー・ヘイデンやエド・ブラックウェルといったオーネット・コールマン・ファミリーを起用。内容的にも3曲（2曲目から4曲目まで）もオーネット・コールマンのレパートリーを採り上げるなど、ドン・チェリーあるいはその背後にいるオーネット・コールマンの音楽性が支配的。
コルトレーンがアヴァンギャルド・ジャズと接触したのはこれが初めてではなく、アヴァンギャルド・ジャズの先駆者セシル・テイラー（ピアノ）のリーダー作『ハード・ドライヴィング・ジャズ』（1958年、後に『コルトレーン・タイム』というタイトルでコルトレーンのリーダー作に衣替えして再発売）の録音に参加しているが、そのときはコルトレーンの従来の型（ハード・バップ）から抜け出すことはなかった。しかし本アルバムでは、ドン・チェリーにリードされながらも果敢にアヴァンギャルド・ジャズへと挑戦しており、コルトレーンの代名詞シーツ・オブ・サウンドは全く現れない。
したがって1959年あるいは1960年当時のコルトレーンの作風からすれば異色の内容。そのせいでアトランティック・レコードは1966年になるまで本アルバムの発売を見送った。逆にいうと、当時のオーネット・コールマンが如何に先進的で衝撃的だったかということを改めて思い知らしめるアルバムともいえる。
ただし、後年のコルトレーンのフリー・ジャズ期の演奏や、フリー・ジャズ転向直前のモード・ジャズの演奏と比較するとおとなしい演奏であり、決して難解な内容ではない。
アルバム全編でピアノレスの構成とした点もコルトレーンとしては初。さらにコルトレーンがこのアルバムの3曲目でソプラノ・サクソフォーンを用いている点でも初のアルバム。このように、音楽性という点でもサウンドという点でも、コルトレーンの後の方向性を暗示する重要な録音であったはずだが、発表する時期を遅らせたことが本アルバムのインパクトを弱めてしまった感があり、コルトレーンのキャリアを語る上で本アルバムが触れられることが少ない一因となる。

## 収録曲

### サイド1
1. チェリコ - "Cherryco" (ドン・チェリー) – 6:47
2. フォーカス・オン・サニティ - "Focus on Sanity" (オーネット・コールマン) – 12:15

### サイド2
1. ザ・ブレッシング - "The Blessing" (オーネット・コールマン) – 7:53
2. ジ・インヴィジブル - "The Invisible" (オーネット・コールマン) – 4:15
3. ベムシャ・スイング - "Bemsha Swing" (セロニアス・モンク、デンジル・ベスト) – 5:05

録音は1曲目と3曲目のみ1960年6月28日。その他は1960年6月8日

## 演奏メンバー
- ドン・チェリー - コルネット
- ジョン・コルトレーン - テナー・サクソフォーン、ソプラノ・サクソフォーン
- チャーリー・ヘイデン - ダブルベース ※1曲目と3曲目のみ
- パーシー・ヒース - ダブルベース ※2曲目と4、5曲目のみ
- エド・ブラックウェル - ドラム